# 金珍迪 (跆拳道运动员)
金珍迪（韩语： Gim Jandi，1995年7月24日—），韩国女子跆拳道运动员，2017年世界跆拳道锦标赛女子67公斤级铜牌得主、2018年亚洲运动会女子67公斤级银牌得主、2022年亚洲运动会混合团体对打银牌得主。